# クレイトス (ギリシア神話)
クレイトス（古希: Κλεῖτος, Kleitos, 英: Cleitus）は、ギリシア神話の人物である。主に、
- アイギュプトスの子
- マンティオスの子
- ポリュイードスの子
- パレーネーの求婚者

の4人のほか数名が知られている。以下に説明する。

## アイギュプトスの子
このクレイトスは、エジプト王アイギュプトスの50人の子供の1人である。母の名はテュリアーで、ステネロス、クリューシッポスと兄弟。アイギュプトスの息子たちはダナオスの50人の娘たち（ダナイデス）と結婚したが、クレイトスら3兄弟は、彼らと同じ名前を持つダナオスとメムピスの3人の娘（クレイテー、ステネレー、クリューシッペー）と結婚し、他の兄弟と同様に殺された。

## マンティオスの子
このクレイトスは、ホメーロスによるとマンティオスの子で、ポリュペイデースと兄弟。予言者メラムプースの孫にあたる。美男子であったので、女神エーオースに愛された。エーオースはクレイトスを地上から連れ去り、神々に加えようとしたと伝えられている。クレイトスの家系からはコイラノス、 予言者ポリュイードスと続いたが、パウサニアスによれば、コイラノスはアバースの子となっている。

## ポリュイードスの子
このクレイトスは、予言者ポリュイードスの子で、トロイア戦争に参加したエウケーノールほか、アステュクラテイア、マントーと兄弟。上述のクレイトスの曾孫。

## パレーネーの求婚者
このクレイトスは、トラーキア王シートーンの娘パレーネーの求婚者である。パレーネーには多くの求婚者がいたが、最初、シートーンは勝利者に娘を与える代わりに敗けたら殺すという条件で、多くの求婚者を自分に挑ませて殺した。しかし後に娘にも夫が必要であると考え、クレイトスとドリュアースの2人の求婚者が現れたとき、2人を戦わせ、勝利した者に娘と王国を与えるとした。クレイトスは彼に恋をしたパレーネーの助けでドリュアースに勝利し、パレーネーと結婚した。

## その他のクレイトス
- ペイセーノールの子で、ポリュダマースの部下。トロイア戦争でテウクロスに討たれた[8]。
- アガメーストールとニュムペーの子。トロイア戦争でポダレイリオスに討たれた[9]。